# الملعون (مسلسل)
الملعون (بالكورية: 방법)؛ هو مسلسل تلفزيوني كوري جنوبي من بطولة أوم جي وون، جونغ جي سو، سونغ دونغ إيل وجو مين سو.عرض المسلسل على قناة تي في إن في الفترة من 10 فبراير حتى 17 مارس 2020.

## روابط خارجية
الملعون على موقع IMDb (الإنجليزية)
- الملعون على موقع نتفليكس (الإنجليزية)
- الملعون على موقع فيلمافينيتي (الإسبانية)
- الملعون على موقع ليتربوكسد (الإنجليزية)
- الملعون على موقع كينوبويسك (الروسية)
- الملعون على موقع قاعدة بيانات الفيلم (الإنجليزية)